# John Paul Phelan
 (octobre 2020).
John Paul Phelan (née le 27 septembre 1978) est une personnalité politique irlandaise. Il est Teachta Dála (député) pour le Fine Gael depuis les élections générales de 2011, dans la circonscription de Carlow–Kilkenny. Il était précédemment élu au Seanad Éireann (chambre haute du parlement) pour le panel du travail de 2002 à 2011. Il a aussi été Secrétaire d'état dans le Département du logement, des collectivités locales et du patrimoine de 2017 à 2020.

## Sources
- John Paul Phelan sur le site du parlement d'Irlande